# Крупа (Горњи Вакуф-Ускопље)
Крупа је насељено место у Босни и Херцеговини у општини Горњи Вакуф-Ускопље. Административно припада Федерацији Босне и Херцеговине, односно њеном Средњобосанском кантону. Према попису становништва из 2013. у насељу је било 960 становника, а већинско становништво у насељу били су Хрвати.

## Становништво
По последњем службеном попису становништва из 2013. године у насељу Крупа живело је 960 становника, а село је било етнички хомогено са већинском хрватском популацијом.
| Националност | 2013. | 1991.        | 1981.        | 1971.        |
| Бошњаци      | —     | 85 (14,76%)  | 74 (15,20%)  | 103 (20,98%) |
| Хрвати       | —     | 489 (84,90%) | 410 (84,19%) | 385 (78,41%) |
| Срби         | —     | 0            | 0            | 2 (0,42%)    |
| остали       | —     | 2 (0,34%)    | 3 (0,61%)    | 3 (0,61%)    |
| Укупно       | 960   | 576          | 487          | 491          |